# Gunnar Henriksson (1909–2000)

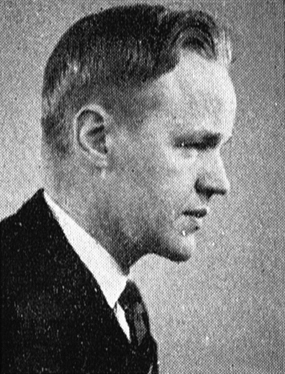
Gunnar Henriksson

Nils Gunnar Henrik Henriksson, född 28 december 1909 i Östmarks församling, Värmlands län, död 9 december 2000 i Karlstads domkyrkoförsamling, Värmlands län, var en svensk arkitekt.
Efter studentexamen i Karlstad 1930 utexaminerades Henriksson från Technische Hochschule i Darmstadt 1937. Han var anställd hos länsarkitekt Conny Nyquist i Värmlands län och vid Västra militärområdet i Karlstad samt bedrev egen arkitektverksamhet 1937–1955. Han var chefsarkitekt vid Gunnar Henriksson AB i Karlstad från 1956. Han ritade bland annat diverse kyrkliga byggnader i Värmland och Dalsland.
Han var från 1938 gift med Gertrud Henriksson, född Gassner, till hennes död 1963, och fick tillsammans tre söner. Gunnar Henriksson var från 1968 omgift till sin död med Elsa Henriksson (född 1923).

## Verk i Urval
- Minerva 8, Karlstad (1942)
- Ekshärads kommunhus (1953-1955)[3]
- Bårhus, Frykerud (1954)
- Bårhus, Kila (1954)
- Bårhus, Nedre Ulleruds (1956)
- Bårhus, By (1957)
- Bårhus, Köla (1957)
- Bårhus, Borgvik (1958)
- Bårhus, Bro (1961)
- Torsby kommunhus (1964)[4]
- Begravningskapell, Forshaga (1974)

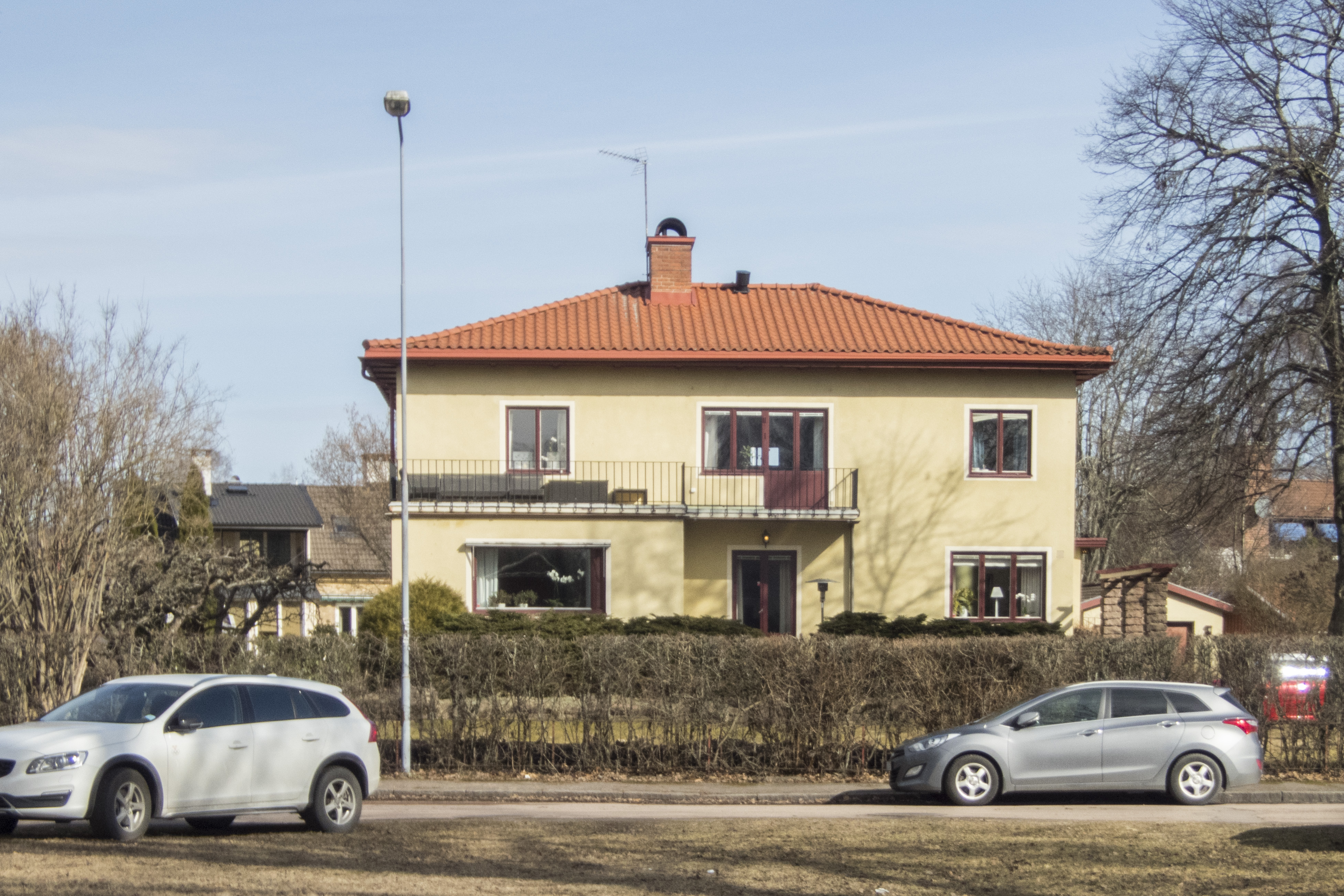
Minerva 8, Karlstad

- Församlingshem vid Mölltorps kyrka (1970-tal)[5]